# San Francisco de la Paz
San Francisco de la Paz est une municipalité du Honduras, située dans le département d'Olancho.
La municipalité comprend 13 villages et 110 hameaux. Elle est fondée en 1830. Initialement, la municipalité s'appelait San Francisco Zapote. Le nom actuel est fixé par l'évêque Francisco de Paula Campoy y Pérez.

## Crédit d'auteurs
- (en) Cet article est partiellement ou en totalité issu de l’article de Wikipédia en anglais intitulé « San Francisco de la Paz » (voir la liste des auteurs).